# Mikołaj Bejnar
Mikołaj Bejnar herbu Nowina, właściwie Bejnar (ur. w XIV w., zm. w XV w.) – bojar litewski, adoptowany podczas unii horodelskiej (1413).

## Życiorys
W 1413 roku podczas unii horodelskiej doszło do przyjęcia przez polskie rodziny szlacheckie, bojarów litewskich wyznania katolickiego (tzw. adopcja herbowa). Jednym z ważniejszych dowodów tamtego wydarzenia jest istniejący do dziś dokument, do którego przyczepione są pieczęcie z wizerunkami herbów szlacheckich.
Z dokumentu dowiadujemy się o istnieniu Bejnara, który został adoptowany przez przedstawicieli Nowinów. Jest to jedyna, dotycząca go, zachowana wzmianka historyczna.

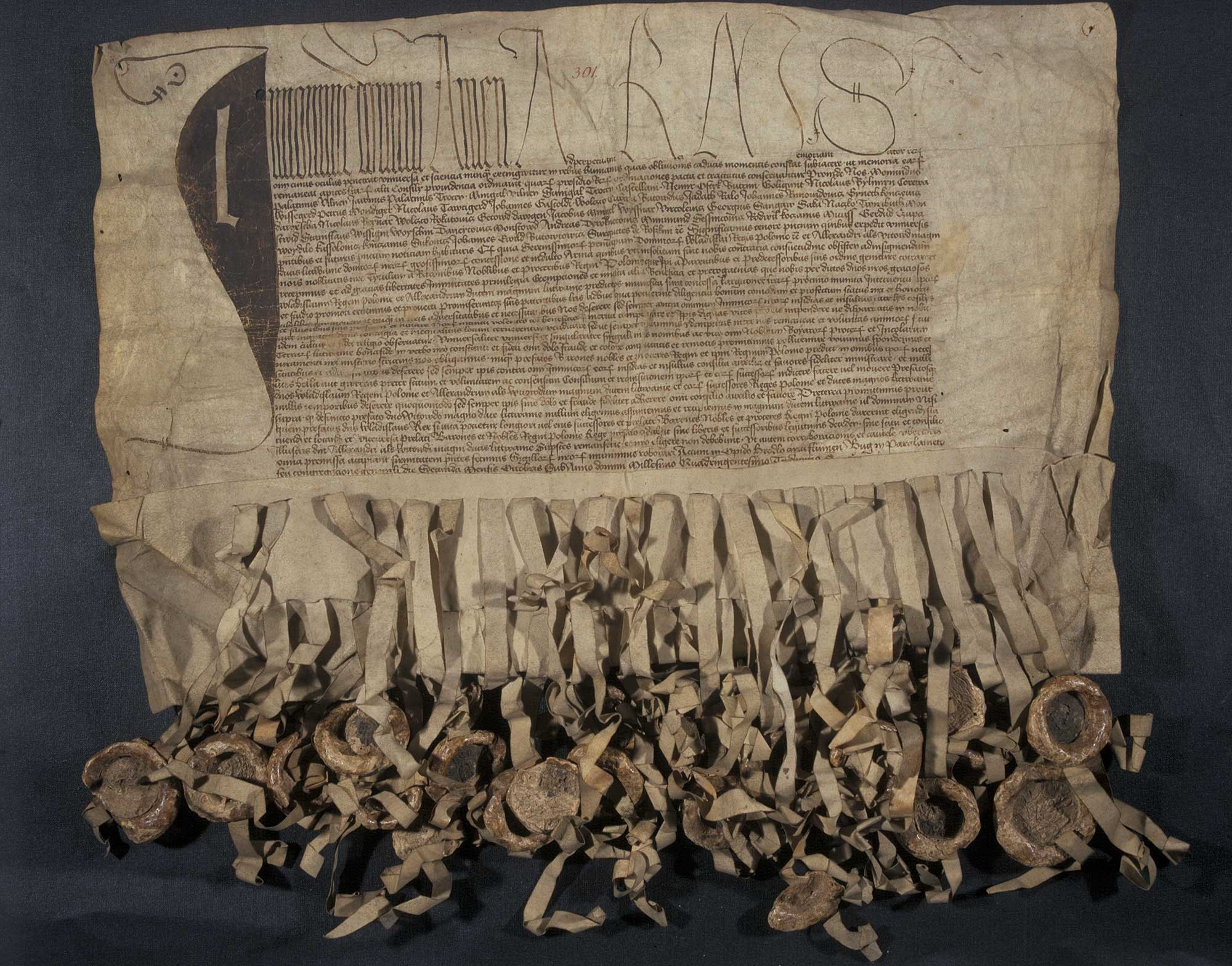
Dokument unii horodelskiej z 1413 roku z przyczepionymi pieczęciami

Bejnar był pogańskim bojarem litewskim, który po przyjęciu chrztu, przyjął chrześcijańskie imię Mikołaj.
Polski historyk, Władysław Semkowicz, wymienia trzy wsie Bejnaryszki (w XX w. zlokalizowane w powiecie kowieńskim, szawelskim i wiłkomierskim), a także wsie o nazwie Bejnerowo (w XX w. zlokalizowane w powiecie poniewieskim, jezioroskim i szawelskim, które mogły mieć coś wspólnego z Bejnarem.